# قط فارسي تقليدي

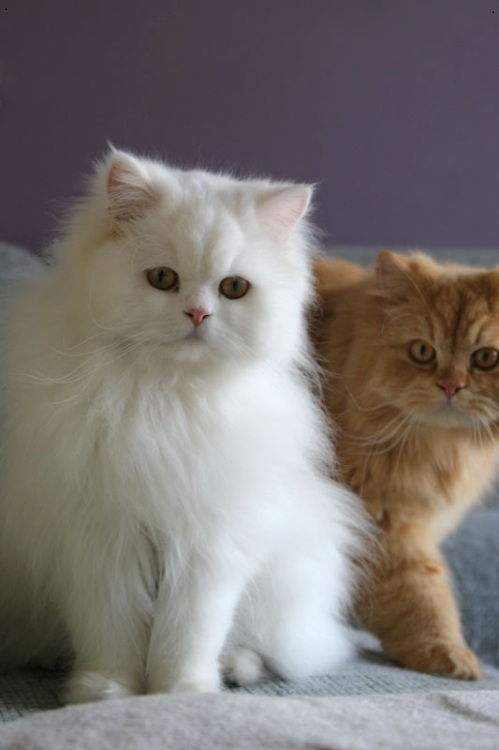

القط الفارسي التقليدي (بالإنجليزية: Traditional Persian)‏  يُعتبر السلالة الأصلية للقطط الفارسية، قبل التعديلات الانتقائية التي أضافت ميزات مثل الأنف القصير والوجه المندفع. هذه التغييرات جعلت الشكل الأصلي يختفي من مسابقات القطط. رغم ذلك، ظل الشكل الكلاسيكي مميزًا لعامة الناس بفضل ظهوره في أفلام شهيرة مثل جيمس بوند وأدخل التنين.

## الأصل
القطط الفارسية تعود أصولها إلى بلاد فارس (إيران) وتم إدخالها إلى أوروبا في القرن السادس عشر كسلع تجارية قيّمة. لفت فراؤها الطويل والحريري أنظار الأوروبيين، مما دفعهم إلى تربيتها بشكل انتقائي للحفاظ على هذه السمة المميزة.